# Did My Time
Did My Time è un singolo del gruppo musicale statunitense Korn, pubblicato il 1º luglio 2003 come primo estratto dal sesto album in studio Take a Look in the Mirror.

## Descrizione
Il brano era stato scartato dal loro precedente album Untouchables. Il chitarrista James "Munky" Shaffer aveva scritto il riff principale e lo suonava ogni giorno, e Michael Beinhorn, produttore dell'album, non riusciva a sopportarlo. All'inizio del 2003 i Korn completarono la loro canzone, e catturarono l'attenzione della Paramount Pictures che voleva usare la canzone nel film Tomb Raider - La culla della vita.

## Video musicale
Il video è stato diretto da Dave Meyers, e vi compare Angelina Jolie, nei panni di Lara Croft. In realtà la Jolie rifiutò di apparire in carne ed ossa nel video, così la sua presenza fu ripresa a parte e poi sistemata nel montaggio.

## Tracce
1. Did My Time – 4:10
2. Did My Time (The Grayedout Mix) – 4:47
3. One (Live) – 4:31 – originariamente interpretata dai Metallica

## Formazione
- Jonathan Davis – voce
- Wally Balljacker – batteria
- James the Gorilla – chitarra
- Sir Headly – chitarra
- Dog – basso

## Classifiche
| Classifica (2003)             | Posizione massima |
| ----------------------------- | ----------------- |
| Australia                     | 29                |
| Austria                       | 12                |
| Belgio (Fiandre)              | 68                |
| Belgio (Vallonia)             | 62                |
| Danimarca                     | 14                |
| Finlandia                     | 13                |
| Germania                      | 12                |
| Irlanda                       | 24                |
| Italia                        | 19                |
| Paesi Bassi                   | 87                |
| Regno Unito                   | 15                |
| Regno Unito (rock & metal)    | 1                 |
| Stati Uniti                   | 38                |
| Stati Uniti (alternative)     | 17                |
| Stati Uniti (mainstream rock) | 12                |
| Svezia                        | 19                |
| Svizzera                      | 17                |